# Список телесеріалів кіновсесвіту Marvel
Телесеріали кіновсесвіту Marvel (англ. Marvel Cinematic Universe) об'єднують разом безліч героїв, заснованих на коміксах компанії Marvel.

## Серіали Marvel Television (2013 — 2019)
До 2019 року телесеріалами займався підрозділ Marvel Entertainment — Marvel Television. Серіали створювалися для різних телеканалів, сервісів «відео на вимогу» та кабельних мереж. Наразі усі проєкти Marvel Television закриті та не отримають додаткових сезонів.
Хоча події кіновсесвіту Marvel періодично згадуються у телесеріалах Marvel Television, більшість із них заведено вважати неканонічними. Офіційно було підтверджено лише канонічність усіх шести серіалів від Netflix, коли 10 січня 2024 року їх було додано в офіційну хронологію кіновсесвіту Marvel на Disney+.

### СеріалиABC
| Серіал | Серіал        | Сезон           | К-ть епізодів  | Дата показу     | Дата показу       | Продюсер(и)                                  |
| Серіал | Серіал        | Сезон           | К-ть епізодів  | Прем'єра сезону | Фінал сезону      | Продюсер(и)                                  |
| ------ | ------------- | --------------- | -------------- | --------------- | ----------------- | -------------------------------------------- |
|        | Агенти Щ.И.Т. | 1               | 22             | 24 вересня 2013 | 13 травня 2014    | Джед Відон, Моріссей Танчароен, Джеффрі Белл |
| 2      | Агенти Щ.И.Т. | 23 вересня 2014 | 22             | 12 травня 2015  |                   | Джед Відон, Моріссей Танчароен, Джеффрі Белл |
| 3      | Агенти Щ.И.Т. | 22 вересня 2015 | 22             | 17 травня 2016  |                   | Джед Відон, Моріссей Танчароен, Джеффрі Белл |
| 4      | Агенти Щ.И.Т. | 20 вересня 2016 | 22             | 16 травня 2017  |                   | Джед Відон, Моріссей Танчароен, Джеффрі Белл |
| 5      | Агенти Щ.И.Т. | 1 грудня 2017   | 22             | 18 травня 2018  |                   | Джед Відон, Моріссей Танчароен, Джеффрі Белл |
| 6      | Агенти Щ.И.Т. | 13              | 10 травня 2019 | 2 серпня 2019   |                   | Джед Відон, Моріссей Танчароен, Джеффрі Белл |
| 7      | Агенти Щ.И.Т. | 13              | 27 травня 2020 | 12 серпня 2020  |                   | Джед Відон, Моріссей Танчароен, Джеффрі Белл |
|        | Агент Картер  | 1               | 8              | 6 січня 2015    | 24 лютого 2015    | Тара Баттерс, Мішель Фазекас, Кріс Дінгесс   |
| 2      | Агент Картер  | 10              | 19 січня 2016  | 1 березня 2016  |                   | Тара Баттерс, Мішель Фазекас, Кріс Дінгесс   |
|        | Надлюди       | 1               | 8              | 26 вересня 2017 | 10 листопада 2017 | Скотт Бак                                    |

### СеріалиNetflix
| Серіал | Серіал         | Сезон           | К-ть епізодів   | Дата показу                         | Дата показу       | Продюсер(и)                 |
| Серіал | Серіал         | Сезон           | К-ть епізодів   | Прем'єра сезону                     | Фінал сезону      | Продюсер(и)                 |
| ------ | -------------- | --------------- | --------------- | ----------------------------------- | ----------------- | --------------------------- |
|        | Шибайголова    | 1               | 13              | 10 квітня 2015                      | 10 квітня 2015    | Стівен С. ДеНайт            |
| 2      | Шибайголова    | 18 березня 2016 | 18 березня 2016 | Дуглас Петрі, Марко Рамірез         |                   |                             |
| 3      | Шибайголова    | 19 жовтня 2018  | 19 жовтня 2018  | Ерік Олесон                         |                   |                             |
|        | Джессіка Джонс | 1               | 13              | 20 листопада 2015                   | 20 листопада 2015 | Мелісса Розенберг           |
| 2      | Джессіка Джонс | 8 березня 2018  | 8 березня 2018  |                                     |                   | Мелісса Розенберг           |
| 3      | Джессіка Джонс | 14 червня 2019  | 14 червня 2019  | Мелісса Розенберг і Скотт Рейнольдс |                   |                             |
|        | Люк Кейдж      | 1               | 13              | 30 вересня 2016                     | 30 вересня 2016   | Чео Годарі Кокер            |
| 2      | Люк Кейдж      | 22 Червня 2018  | 22 Червня 2018  |                                     |                   | Чео Годарі Кокер            |
|        | Залізний кулак | 1               | 13              | 17 березня 2017                     | 17 березня 2017   | Скотт Бак                   |
| 2      | Залізний кулак | 10              | 7 вересня 2018  | 7 вересня 2018                      | М. Рейвен Мецнер  |                             |
|        | Захисники      | 1               | 8               | 18 серпня 2017                      | 18 серпня 2017    | Дуглас Петрі, Марко Рамірез |
|        | Каратель       | 1               | 13              | 8 листопада 2017                    | 8 листопада 2017  | Стів Лайтфут                |
| 2      | Каратель       | 18 січня 2019   | 18 січня 2019   |                                     |                   | Стів Лайтфут                |

### СеріалиHulu
| Серіал | Серіал   | Сезон | К-ть епізодів  | Дата показу       | Дата показу    | Продюсер(и)                                                 |
| Серіал | Серіал   | Сезон | К-ть епізодів  | Прем'єра сезону   | Фінал сезону   | Продюсер(и)                                                 |
| ------ | -------- | ----- | -------------- | ----------------- | -------------- | ----------------------------------------------------------- |
|        | Втікачі  | 1     | 10             | 21 листопада 2017 | 09 січня 2018  | Джош Шварц, Стефані Севадж                                  |
| 2      | Втікачі  | 13    | 21 грудня 2018 | 21 грудня 2018    |                | Джош Шварц, Стефані Севадж                                  |
| 3      | Втікачі  | 10    | 13 грудня 2019 | 13 грудня 2019    |                | Джош Шварц, Стефані Севадж                                  |
|        | Гелсторм | 10    | 1              | 16 жовтня 2020    | 16 жовтня 2020 | Дейна Рід, Джо Кесада, Карім Зрейк, Джеф Леб, Пол Збишевскі |

### СеріалиFreeform
| Серіал | Серіал         | Сезон          | К-ть епізодів | Дата показу     | Дата показу    | Продюсер(и) |
| Серіал | Серіал         | Сезон          | К-ть епізодів | Прем'єра сезону | Фінал сезону   | Продюсер(и) |
| ------ | -------------- | -------------- | ------------- | --------------- | -------------- | ----------- |
|        | Плащ і кинджал | 1              | 10            | 07 червня 2018  | 02 серпня 2018 | Джо Покаскі |
| 2      | Плащ і кинджал | 04 квітня 2019 | 10            | 30 травня 2019  |                | Джо Покаскі |

## Серіали Marvel Studios (з 2019)
Починаючи з 2019 року серіалами кіновсесвіту Marvel почала займатися напряму студія Marvel Studios та її новоутворений підрозділ Marvel Studios Animation. Через це телесеріали стали більш пов’язаними з фільмами кіновсесвіту, а також серіали стали частиною фаз та саг, як і фільми. Всі серіали Marvel Studios виходять ексклюзивно на сервісі «відео на вимогу» Disney+, єдиним виключенням наразі є серіал «Ехо», який на три місяці з'являвся на сервісі Hulu. Після травня 2024 року Marvel Studios випускає свої телесеріали під логотипами Marvel Animation та Marvel Television. До цього часу також було випущено два спецвипуски під брендом A Marvel Studios Special Presentations та один телесеріал під брендом Marvel Spotlight.
| Серіал        | Серіал                                  | Сезон         | К-ть епізодів | Дата показу       | Дата показу       | Головний сценарист / Шоуранер | Статус        |
| Серіал        | Серіал                                  | Сезон         | К-ть епізодів | Прем'єра сезону   | Фінал сезону      | Головний сценарист / Шоуранер | Статус        |
| Четверта фаза | Четверта фаза                           | Четверта фаза | Четверта фаза | Четверта фаза     | Четверта фаза     | Четверта фаза                 | Четверта фаза |
| ------------- | --------------------------------------- | ------------- | ------------- | ----------------- | ----------------- | ----------------------------- | ------------- |
|               | ВандаВіжен                              | 1             | 9             | 15 січня 2021     | 5 березня 2021    | Джек Шефер                    | Завершений    |
|               | Сокіл та Зимовий солдат                 | 1             | 6             | 19 березня 2021   | 23 квітня 2021    | Малкольм Спалман              | Завершений    |
|               | Локі                                    | 1             | 6             | 9 червня 2021     | 14 липня 2021     | Майкл Волдрон                 | Завершений    |
|               | А що як...?                             | 1             | 9             | 11 серпня 2021    | 6 жовтня 2021     | А. С. Бредлі                  | Завершений    |
|               | Соколине око                            | 1             | 6             | 24 листопада 2021 | 22 грудня 2021    | Джонатан Ігла                 | Завершений    |
|               | Місячний лицар                          | 1             | 6             | 30 березня 2022   | 4 травня 2022     | Джеремі Слейтер               | Завершений    |
|               | Міз Марвел                              | 1             | 6             | 8 червня 2022     | 13 липня 2022     | Біша К. Алі                   | Завершений    |
|               | Жінка-Галк: Адвокатка                   | 1             | 9             | 17 серпня 2022    | 13 жовтня 2022    | Джессіка Ґао                  | Завершений    |
|               | Нічний вовкулака                        | 1             | 1             | 7 жовтня 2022     | 7 жовтня 2022     | Майкл Джаккіно                | Завершений    |
|               | Вартові галактики: Святковий спецвипуск | 1             | 1             | 25 листопада 2022 | 25 листопада 2022 | Джеймс Ґанн                   | Завершений    |
| П'ята фаза    |                                         |               |               |                   |                   |                               |               |
|               | Таємне вторгнення                       | 1             | 6             | 21 червня 2023    | 26 липня 2023     | Кайл Бредстріт                | Завершений    |
|               | Локі                                    | 2             | 6             | 6 жовтня 2023     | 10 листопада 2023 | Ерік Мартін                   | Завершений    |
|               | А що як...?                             | 2             | 9             | 22 грудня 2023    | 30 грудня 2023    | А. С. Бредлі                  | Завершений    |
|               | Ехо                                     | 1             | 5             | 10 січня 2024     | 10 січня 2024     | Маріон Дейр                   | Завершений    |
|               | Це все Аґата                            | 1             | 9             | 19 вересня 2024   | 30 жовтня 2024    | Джек Шефер                    | Завершений    |
|               | А що як...?                             | 3             | 8             | 22 грудня 2024    | 29 грудня 2024    | Метью Чонслі                  | Завершений    |
|               | Ваш дружній сусід Людина-павук          | 1             | 10            | 29 січня 2025     | 19 лютого 2025    | Джефф Траммелл                | Завершений    |
|               | Шибайголова: Народжений наново          | 1             | 9             | 4 березня 2025    | 15 квітня 2025    | Даріо Скардапане              | Завершений    |
|               | Залізне серце                           | 1             | 6             | 24 червня 2025    | 1 липня 2025      | Чінака Годж                   | Завершений    |
| Шоста фаза    |                                         |               |               |                   |                   |                               |               |
|               | Очі Ваканди                             | 1             | 4             | 27 серпня 2025    | 27 серпня 2025    | Тодд Гарріс                   | У виробництві |
|               | Marvel Зомбі                            | 1             | 4             | 3 жовтня 2025     | TBA               | Браян Ендрюс                  | У виробництві |
|               | Диво-людина                             | 1             | 8             | Грудень 2025      | TBA               | Ендрю Ґест                    | Постпродукція |
|               | Шибайголова: Народжений наново          | 2             | 8             | Березень 2026     | TBA               | Даріо Скардапане              | Знімання      |
|               | Vision Quest                            | 1             | 8             | 2026              | TBA               | Террі Маталас                 | Знімання      |
|               | Ваш дружній сусід Людина-павук          | 2             | TBA           | 2026              | TBA               | Джефф Траммелл                | У виробництві |
| Майбутні      |                                         |               |               |                   |                   |                               |               |
|               | Ваш дружній сусід Людина-павук          | 3             | TBA           | TBA               | TBA               | Джефф Траммелл                | У розробці    |